# Yusuf Kurçenli
Yusuf Kurçenli (1947 – 22 de febrer de 2012) va ser un director, productor i guionista de cinema turc.
Kurçenli va néixer a Çayeli, província de Rize, Turquia. Va estudiar periodisme a la Universitat d'Istanbul. Entre 1973 i 1980, va treballar com a director i productor a TRT, la televisió pública turca. La seva pel·lícula de debut va ser Ve Recep Ve Zehra Ve Ayşe l'any 1983. La van seguir amb molts llargmetratges, inclosa la famosa pel·lícula de 1994 Çözülmeler que va guanyar molts premis en festivals de cinema. També va dirigir Baba Evi i Kurşun Kalem. La seva darrera pel·lícula va ser Yüreğine Sor. Li van diagnosticar càncer el mateix any i va morir a Istanbul als 65 anys, després d'haver patit la malaltia durant un any i mig.

## Premis
- 1990: "Millor pel·lícula" al 9è Festival de Cinema d'Istanbul
- 1994: "millor director" al 13è Festival de Cinema d'Istanbul per Çözülmeler
- 1994: "Millor pel·lícula" als 16è Premis d'Escriptors de Cinema Turcs per Çözülmeler
- 1995: "Millor director" i "Millor guió original" al 7è Festival de Cinema d'Ankara per Çözülmeler

## Filmografia

### Director
- 1977: Özgürlüğün Bedeli
- 1978: At Gözlüğü
- 1979: Savunma
- 1983: Ve Recep Ve Zehra Ve Ayşe
- 1984: Ölmez Ağacı
- 1986: Merdoğlu Ömer Bey
- 1987: Gramofon Avrat
- 1989: Gönül Garip Bir Kuştur
- 1990: Raziye
- 1990: Karartma Geceleri
- 1992: Taşların Sırrı
- 1993: Umut Taksi
- 1994: Çözülmeler 1994
- 1995: Aşk Üzerine Söylenmemiş Her şey
- 1997: Antika Talanı
- 1999: Baba Evi
- 2000: Çemberler
- 2000: Kurşun Kalem
- 2002: Gönderilmemiş Mektuplar
- 2006: Bebeğim
- 2008: Gurbet Kuşları
- 2010: Yüreğine Sor

### Productor
- 1994: Çözülmeler

### Guionista
- 1979: Savunma
- 1983: Ve Recep Ve Zehra Ve Ayşe
- 1984: Ölmez Ağacı
- 1986: Merdoğlu Ömer Bey
- 1987: Gramofon Avrat
- 1989: Gönül Garip Bir Kuştur
- 1990: Karartma Geceleri
- 1990: Raziye
- 1994: Çözülmeler
- 1995: Aşk Üzerine Söylenmemiş Her şey
- 2002: Gönderilmemiş Mektuplar